# 精油の一覧
植物から抽出される揮発性の油である精油（せいゆ、essential oils）と、精油が採られる植物の一覧である。水蒸気蒸留法以外で抽出される、厳密には精油でないものとその材料を含む。

## 精油の一覧（五十音順）
- 安息香（ベンゾイン。エゴノキ科アンソクコウノキ（英語版）などの樹脂）
- オレンジ油（柑橘類の果皮から抽出する精油）
- 松根油（マツの切り株を乾溜して抽出する精油）
- スパイクナルド（英語版）（スパイクナード、ナルドとも。カンショウコウ（英語版）から抽出する精油）
- 蘇合香 （フウ科モミジバフウおよびLiquidambar orientalisから得られる樹脂）
- テレビン油（松精油、テレピン油、ターペンタイン。マツのチップまたは松脂から抽出する精油）
- 乳香 （フランキンセンス。カンラン科ボスウェリア属の樹木から分泌される樹脂）
- ネロリ（ネロリ油、橙花油。ダイダイの花から抽出する精油）
- バラ油（バラの花から抽出する精油）
- 没薬 （ミルラ。カンラン科コンミフォラ属の樹木から分泌される樹脂）

## 精油材料の一覧（五十音順）

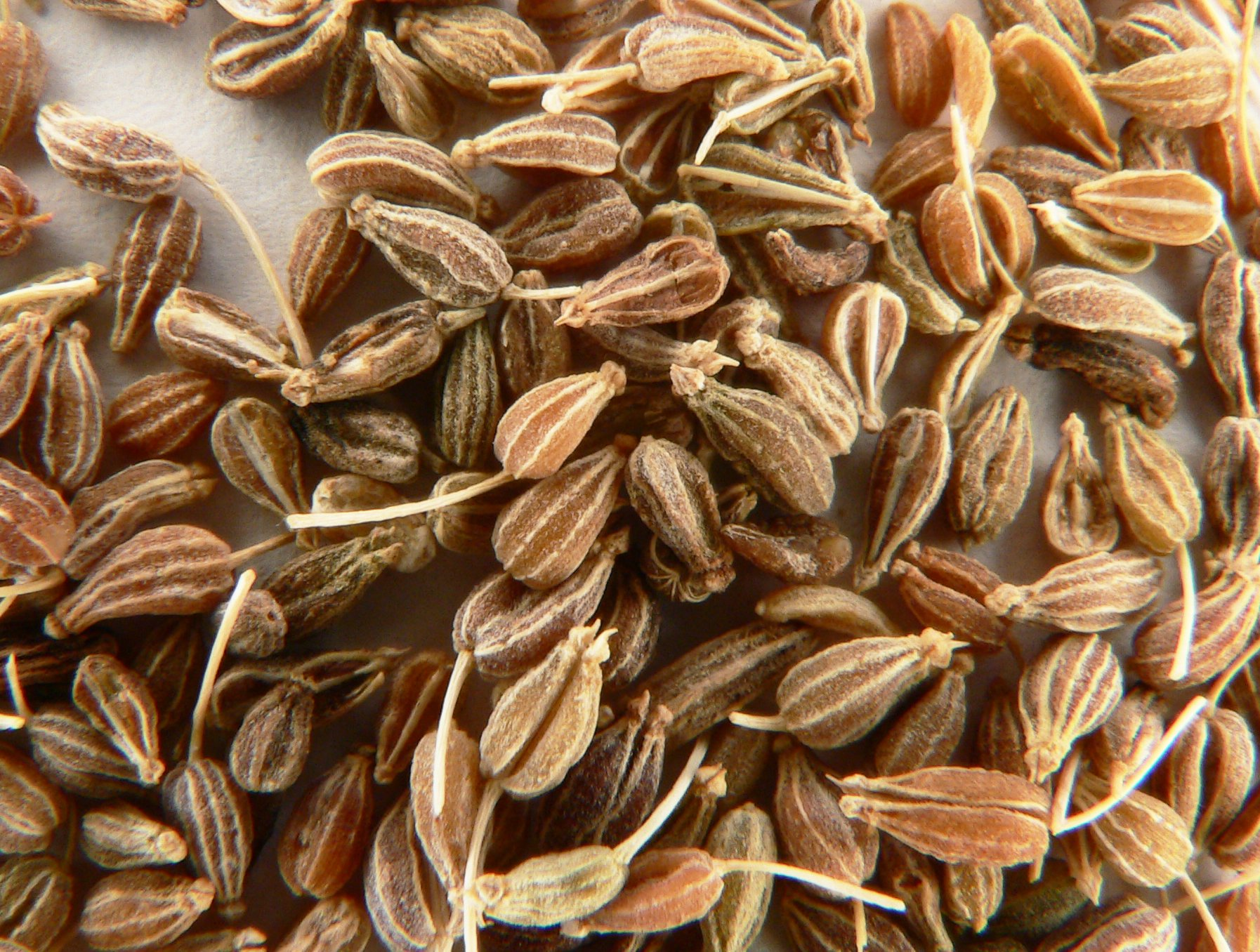
アニス果（アニスシード）
----種子に見えるが果実である。

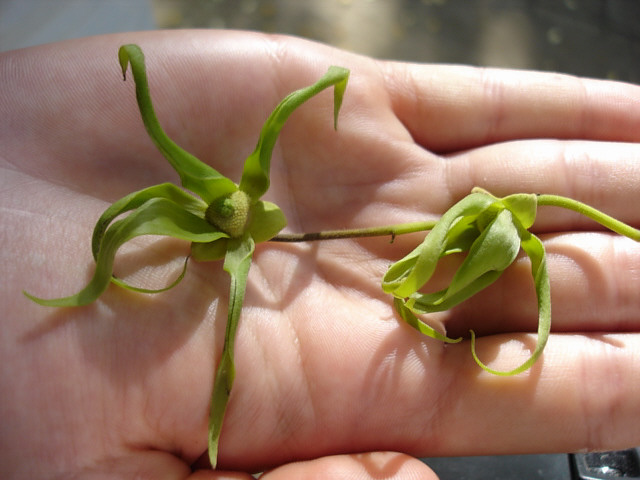
イランイランの花

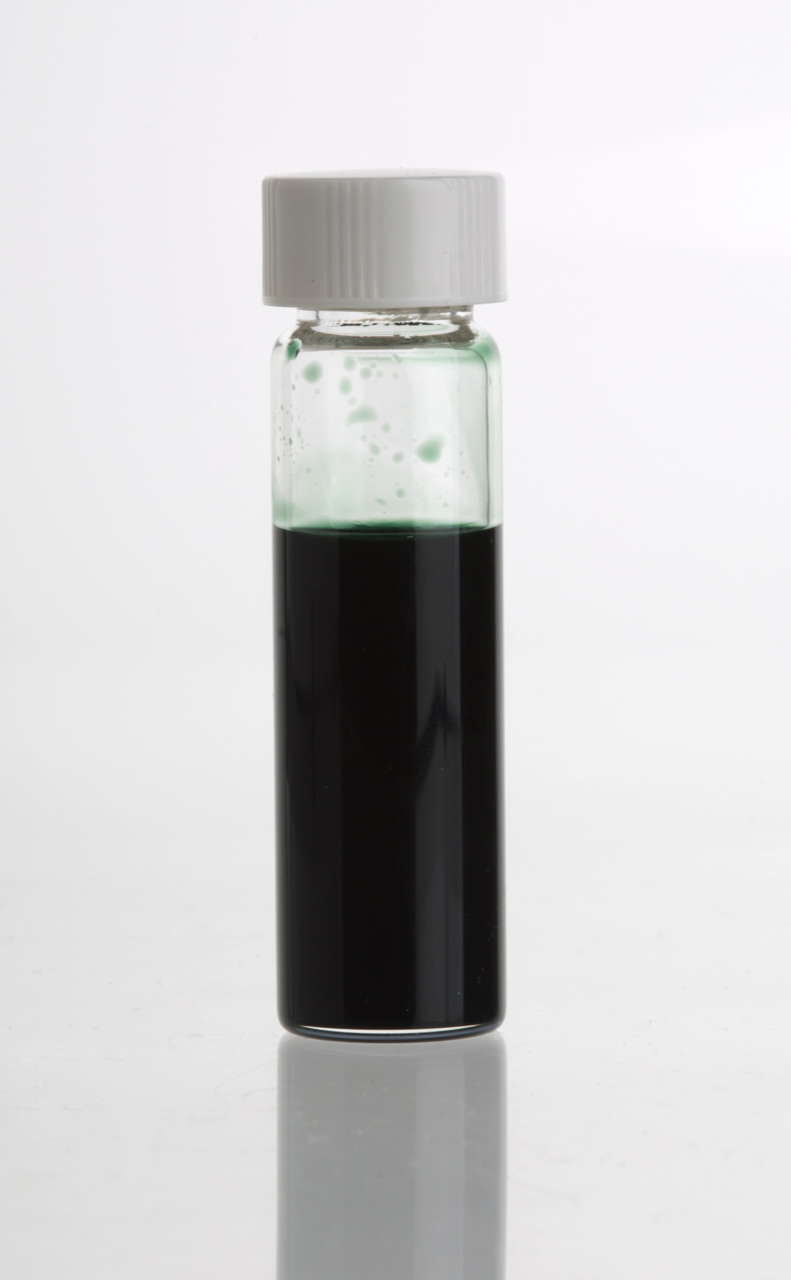
カモミールの精油

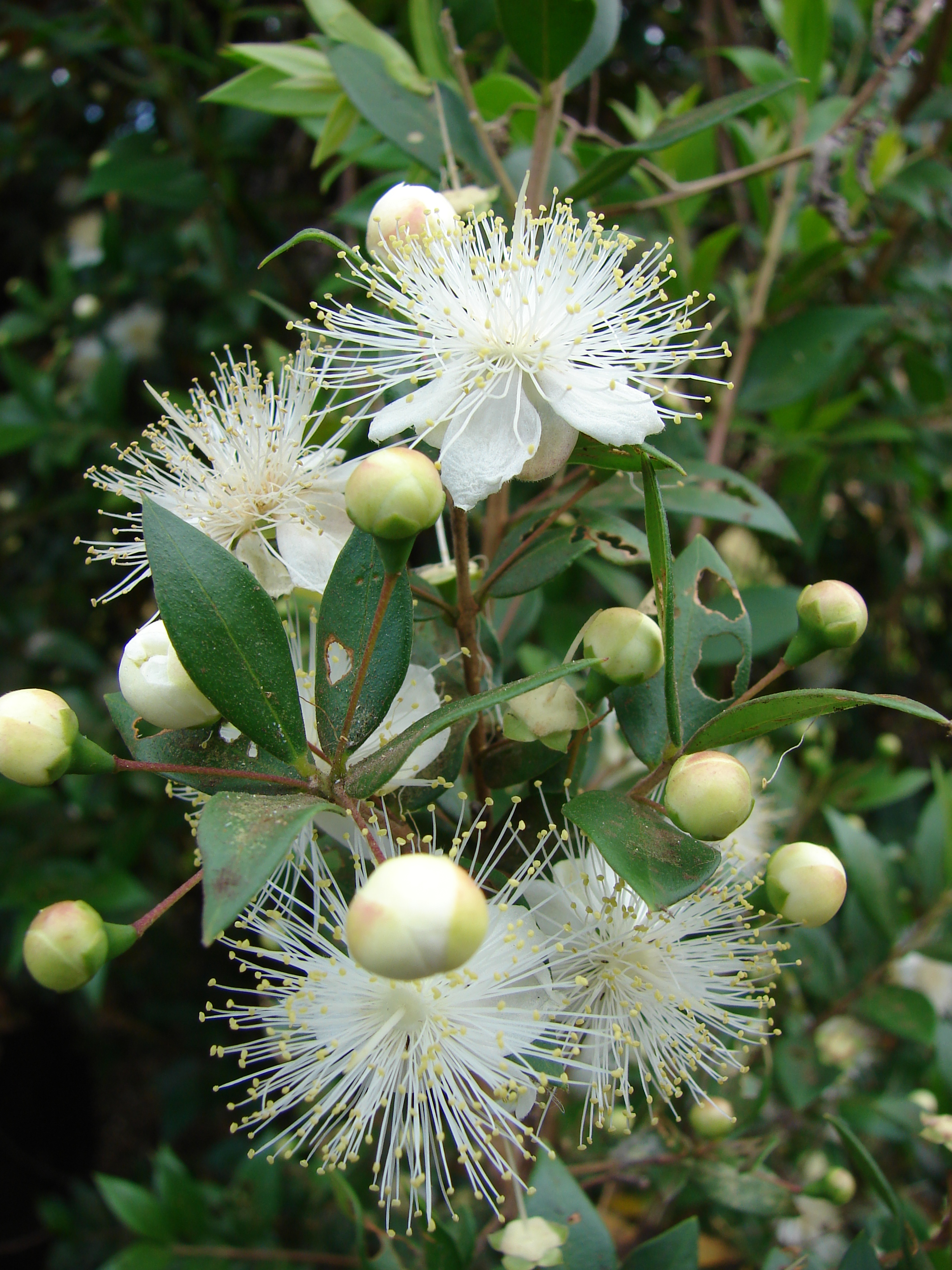
ギンバイカの花

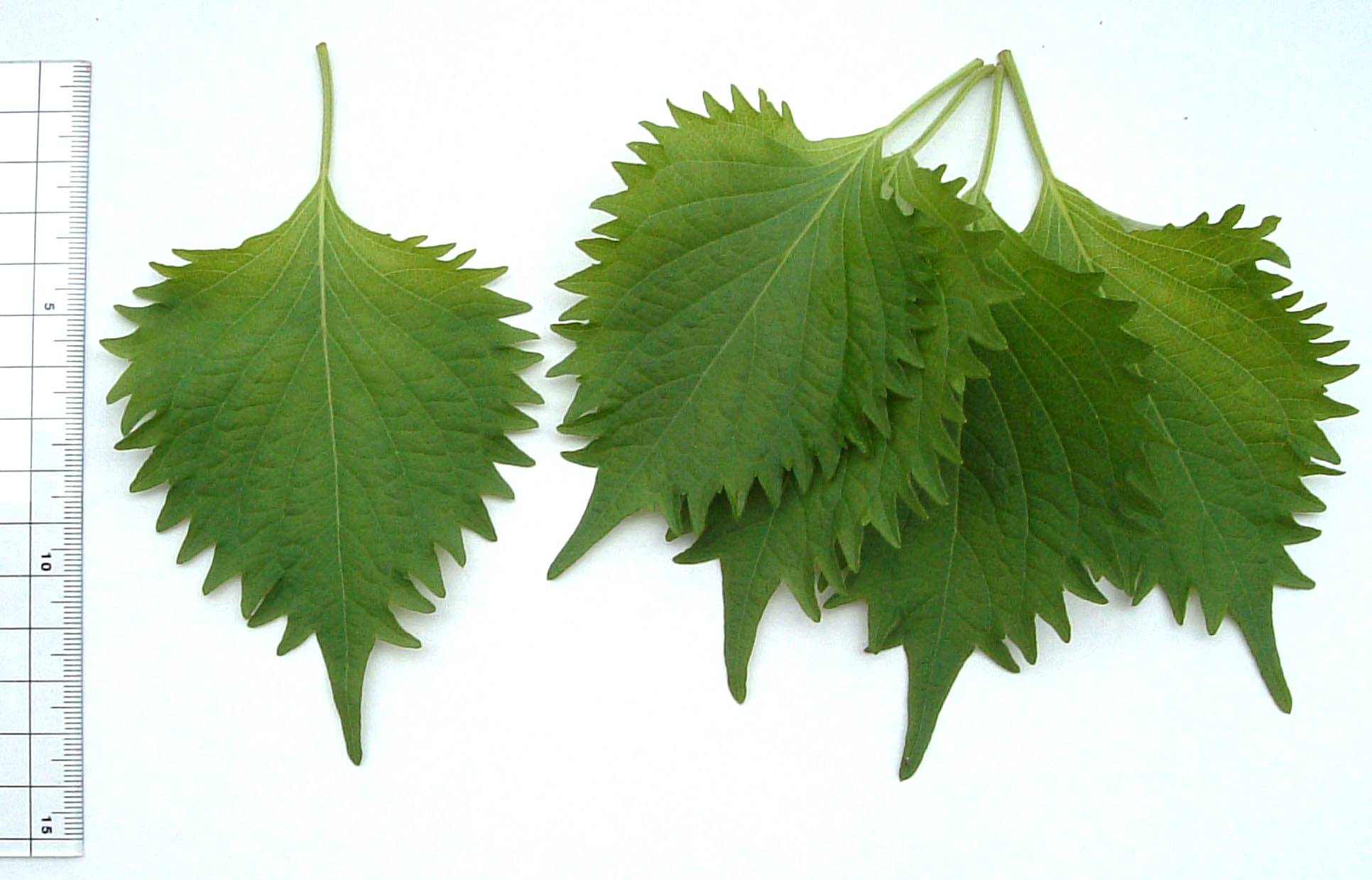
シソの葉（大葉）

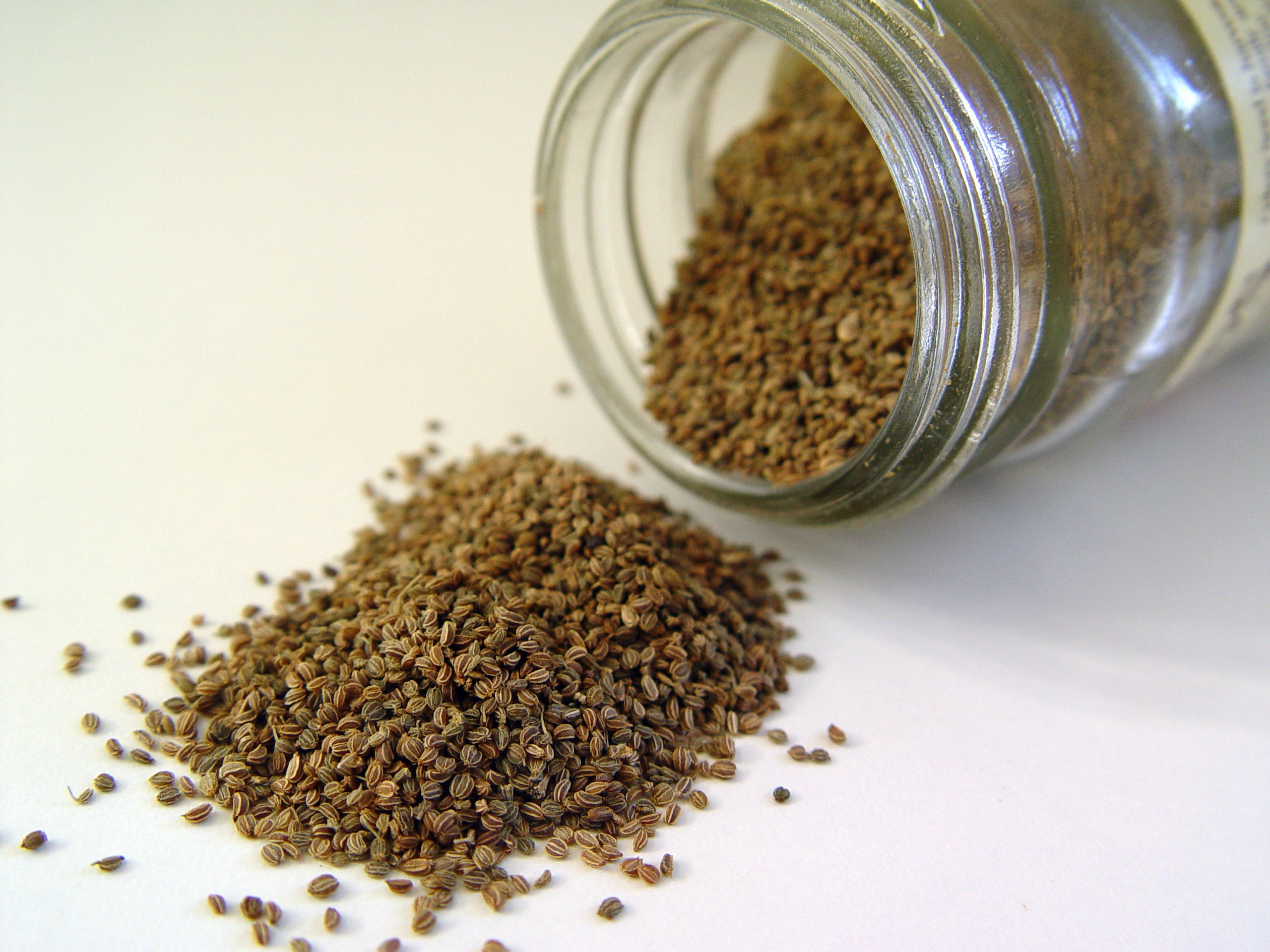
セロリの種

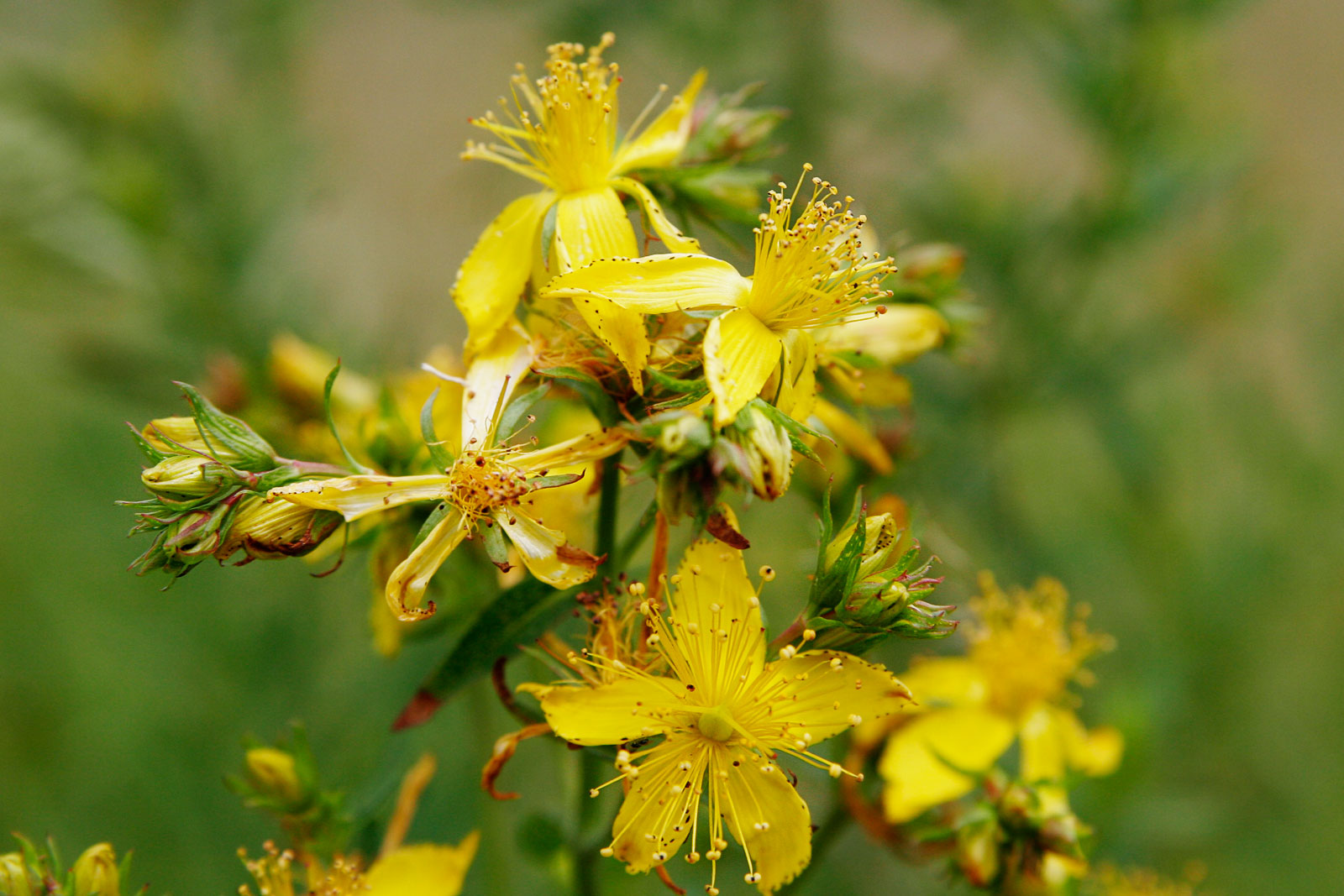
セイヨウオトギリの花

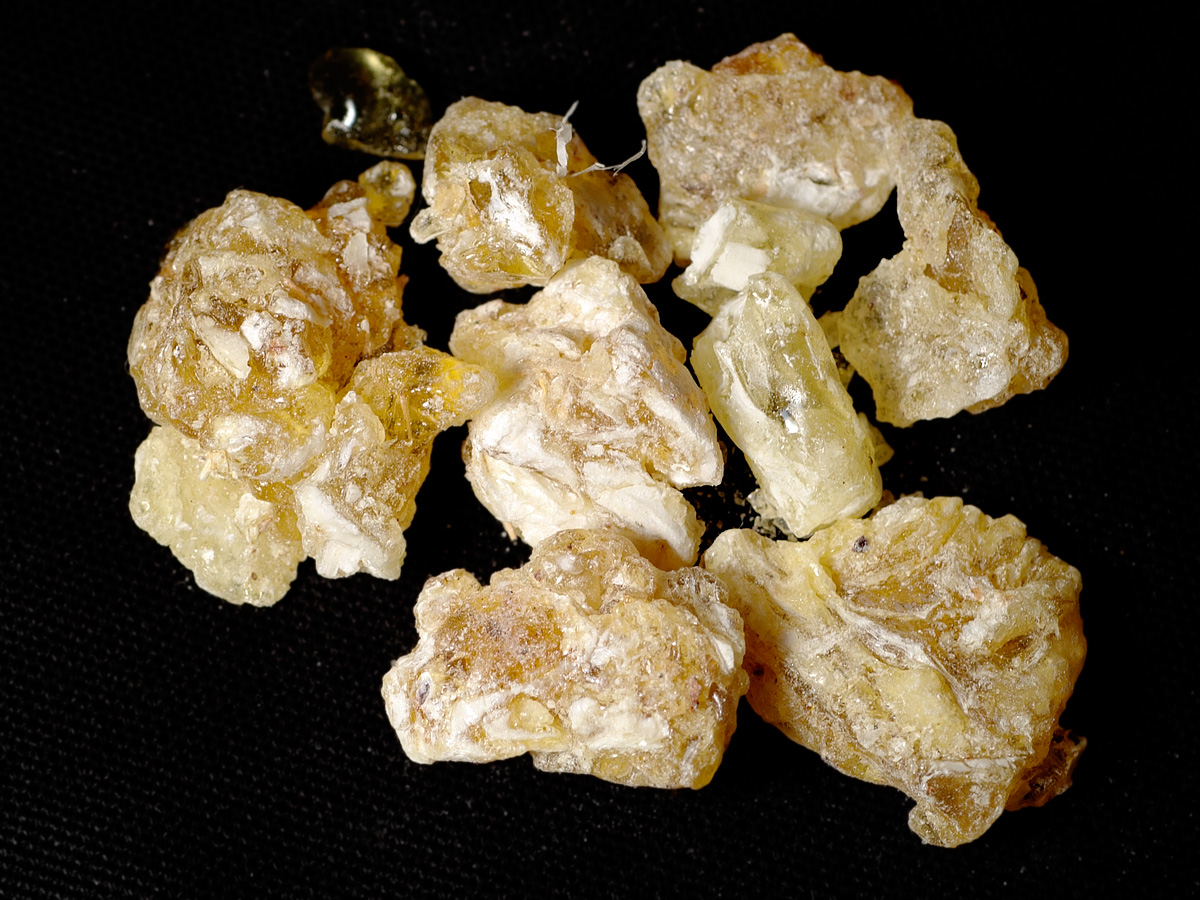
フランキンセンス（乳香）
----
ムクロジ目カンラン科ボスウェリア属の樹木から分泌される樹脂。

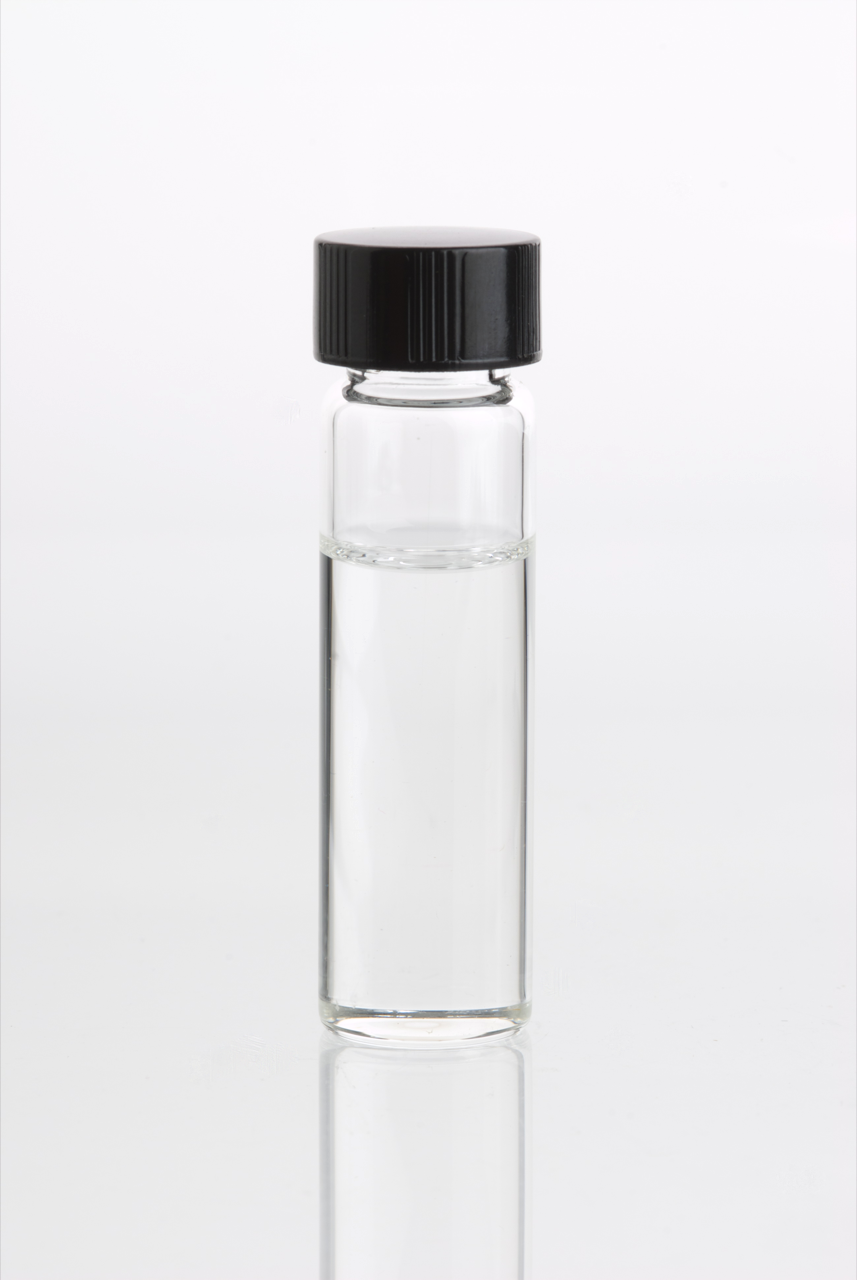
ユーカリの精油

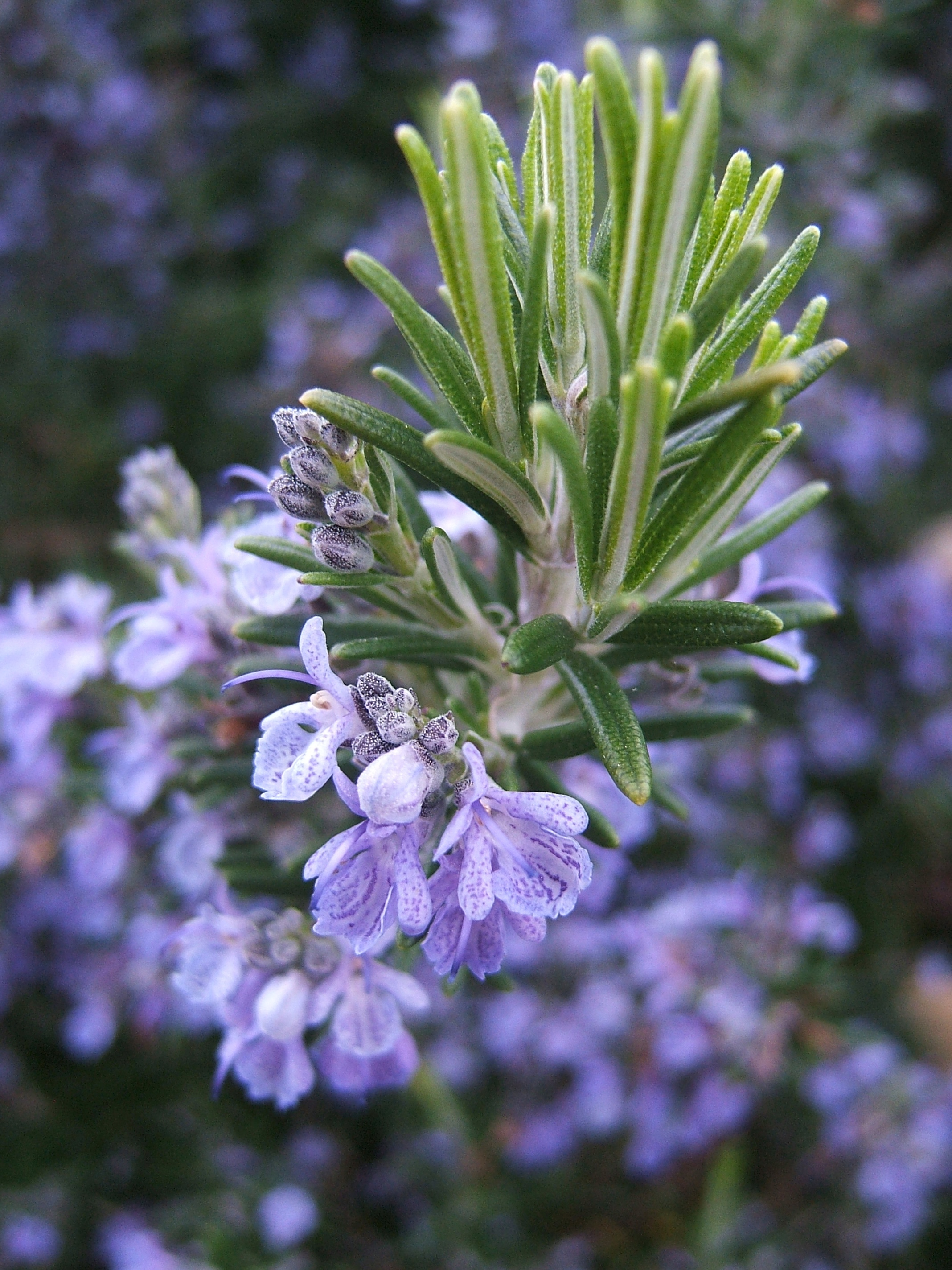
ローズマリー

植物の通称（その他通称／科名／補足事項）
- アケボノフウロ（英語版）（フウロソウ、ゼラニウム・マクロリズム／フウロソウ科フウロソウ属）
- アニス（セイヨウウイキョウ／セリ科）
- アトラス・シダー（英語版）（シダーウッド／マツ科）
- イトスギ（サイプレス、西洋檜／ヒノキ科）
- イニュラ（キク科）
- イノンド（ディル／セリ科）
- インドソケイ（プルメリア、フランジュパニ／キョウチクトウ科）
- イランイラン（バンレイシ科）
- エレミ（カンラン科）
- オールスパイス（フトモモ科）
- Callitris columellaris（ブルーサイプレス／ヒノキ科）
- オレンジ（ミカン科）
- ガルバナム（英語版）（セリ科）
- カヌカ（英語版）（フトモモ科）
- カボス（ミカン科）
- カモミール（ジャーマン・カモミール／キク科）
- カユプテ（英語版）（フトモモ科）
- カルダモン（ショウガ科）
- カレープラント（イモーテル／キク科）
- ギョリュウバイ（檉柳梅、ネズモドキ、マヌカ／フトモモ科）
- キンゴウカン（英語版）（マメ科）
- キンモクセイ（金木犀／モクセイ科）
- ギンバイカ（銀梅花、マートル／フトモモ科）
- クミン（ウマゼリ／セリ科）
- クラリセージ（シソ科）
- グレープフルーツ（ミカン科）
- クロモジ（黒文字／クスノキ科）
- クローブ（丁子／フトモモ科）
- ゲッケイジュ（月桂樹、ローレル／クスノキ科）
- ゲットウ（月桃／ショウガ科）
- コショウ（胡椒、ブラックペッパー／コショウ科）
- ゴジアオイ属（シストローズ、ロックローズ／ハンニチバナ科）
- Copaiba（マメ科）
- コリアンダー（コエンドロ、カメムシソウ／セリ科）
- シソ（紫蘇／シソ科）
- シトロネラ（イネ科）
- シナニッケイ（生薬の桂皮を採る木／クスノキ科）
- セイロンニッケイ（シナモン／クスノキ科）
- ショウブ(菖蒲)[1]
- ジャスミン（モクセイ科）
- チューベローズ（月下香／リュウゼツラン科）
- ショウガ（生姜／ショウガ科）
- スギ（杉／スギ科）
- スペアミント（シソ科）
- セイヨウオトギリ（セント・ジョーンズ・ワート/オトギリソウ科）
- セイヨウカノコソウ（バレリアン／オミナエシ科）
- セイヨウトウキ（アンジェリカルート／セリ科）
- セイヨウネズ（ジュニパーベリー／ヒノキ科）
- セイヨウノコギリソウ（ブルーヤロウ／キク科）
- セイヨウボダイジュ（リンデン／シナノキ科）
- セージ（シソ科）
- セロリ（セリ科）
- ダイダイ（橙、ビター・オレンジ／ミカン科／花の精油はネロリ、枝葉の精油は プチグレイン（英語版））
- タイム（タチジャコウソウ／シソ科）
- タジェット（キク科）
- タラゴン（キク科）
- ティートリー（フトモモ科）
- トウシキミ（八角、ダイウイキョウ、スターアニス／シキミ科）
- トンカビーンズ（マメ科）
- ナツメグ（ニクズク／ニクズク科）
- ニアウリ（英語版）（フトモモ科）
- ニオイアヤメ（ニオイイリス、ニオイアイリス、イリス・パリダ、アイリス・パリダ／アヤメ科／根はイリスルート、オリスルート）
- ニオイスミレ（バイオレット/スミレ科）
- ニオイテンジクアオイ（ゼラニウム、ローズゼラニウム／フウロソウ科テンジクアオイ属）
- ニホンハッカ（日本薄荷、ハッカ／シソ科）
- バジル（シソ科）
- ハス（ロータス／スイレン科）
- パチョリ（パチュリー／シソ科）
- バニラ（ラン科）
- パルマローザ（イネ科）
- ヒソップ（シソ科）
- ヒノキ（檜／ヒノキ科）
- ビャクダン（白檀、サンダルウッド／ビャクダン科）
- ヒメコウジ（姫柑子、チェッカーベリー、ボックスベリー、イースタンティーベリー、ウィンターグリーン／ツツジ科）
- フェンネル（ウイキョウ、ショウウイキョウ／セリ科）
- ベチバー（イネ科）
- ペパーミント（シソ科）
- ペルーバルサム（英語版）（バルサムオブペルー。マメ科Myroxylon balsamumの樹脂）
- ベルガモット（ミカン科）
- ホソイトスギ（英語版）（イタリアイトスギ、サイプレス／ヒノキ科）
- マジョラム（シソ科）
- マツ（松、パイン／マツ科）
- マンダリンオレンジ（マンダリン／ミカン科）
- モミ（樅／マツ科）
- ユーカリ（フトモモ科）
- ユズ（柚子／ミカン科）
- ライム（ミカン科）
- ラバンジン（シソ科）
- ラベンサラ（英語版）（クスノキ科）
- ラベージ（ロベージ、ラビッジ／セリ科）
- ラベンダー（シソ科）
- アオモジ（クスノキ科）
- レモン（ミカン科）
- レモングラス（イネ科）
- レモンバーベナ（クマツヅラ科）
- レモンバーム（メリッサ／シソ科）
- レモンマートル（フトモモ科）
- （ロサ・アルバ/バラ科）
- ローズウッド（クスノキ科）
- ダマスクローズ（バラ科）
- ローズマリー（マンネンロウ／シソ科）
- ローマンカモミール（ローマカミツレ、キク科）
- ワイルドキャロット（セリ科）

国産の精油
ユズ、ヒノキ、スギ、ゲットウ、シソ、カボス、ニホンハッカ、日向夏、へべす、清見、ダイダイなど。他にラベンダー、レモングラスの国産精油もある。
ケモタイプ／ct.
遺伝子が不安定であるため、学名は同じでも収穫年や産地・栽培方法などの生育環境などの違いにより、成分の構成比率が大きく異なり、香りや作用に差が生じる精油がある。これらを「化学種（ケモタイプ、ct.） 」として区別する。タイム、カユプテ、ティートリー、ローズマリーなどにケモタイプが確認されている。